# Dorvillea rubrovittata
Dorvillea rubrovittata is een borstelworm uit de familie Dorvilleidae. Het lichaam van de worm bestaat uit een kop, een cilindrisch, gesegmenteerd lichaam en een staartstukje. De kop bestaat uit een prostomium (gedeelte voor de mondopening) en een peristomium (gedeelte rond de mond) en draagt gepaarde aanhangsels (palpen, antennen en cirri).
Dorvillea rubrovittata werd in 1855 voor het eerst wetenschappelijk beschreven door Grube.